# 徐芳春
徐芳春（1921年2月—2005年7月5日），山东临淄人，中国人民解放军将领、中国人民解放军中将。

## 生平
1938年参加八路军，同年加入中国共产党。1969年2月至1980年1月擔任湖南省軍區副司令員；1980年1月至1981年12月擔任廣州軍區後勤部部長、軍區黨委常委；1981年12月至1984年5月擔任廣州軍區副司令員；1984年5月至1985年11月擔任中國人民解放軍後勤學院院長；1985年11月至1990年5月擔任軍事科學院副院長；1990年8月，授予中国人民解放军中将，曾任军事科学院副院长（正大军区级）。
2005年7月5日因病医治无效在广州逝世，享年85岁。
曾荣获；
- 三级独立自由勋章
- 二级解放勋章和中国人民解放军独立功勋荣誉章